# Peter Schmidt (Geophysiker)

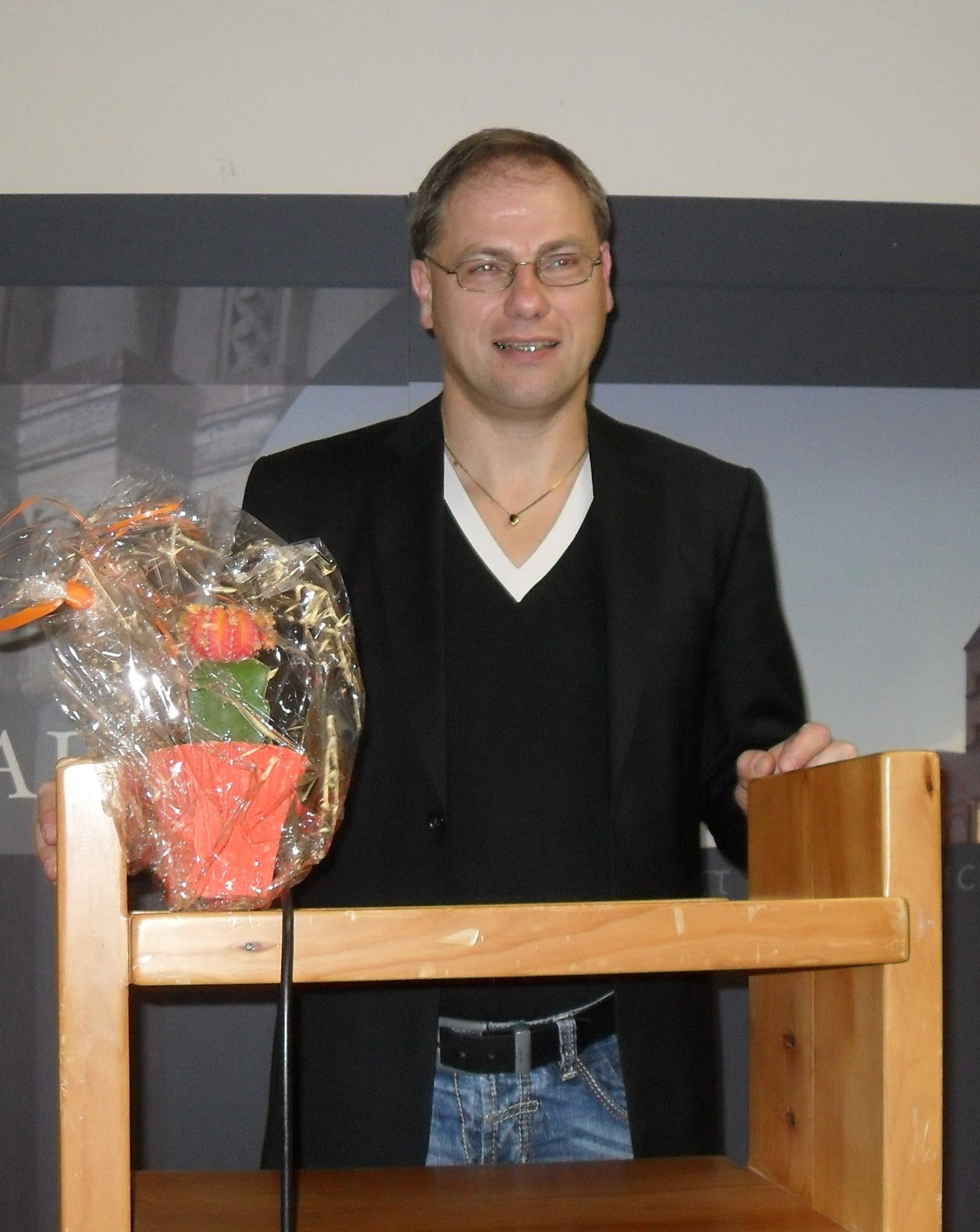
Peter Schmidt als Autor bei seiner Lesung im „Laacher Forum“ (Maria Laach, im November 2012).

Peter Schmidt (* 3. Januar 1966 in Peine) ist ein deutscher Geophysiker und Autor im Bereich Autismus.

## Leben
Schmidt lebte von 1966 bis zu seinem Abitur 1985 am Gymnasium Groß Ilsede in Gadenstedt. Für sein Studium der Geophysik zog er nach Clausthal-Zellerfeld. Nach seinem Abschluss 1990 ging er als Wissenschaftlicher Mitarbeiter an die Universität Kiel, wo er 1994 mit einer Arbeit über die Vulkane der Erde promovierte. Anschließend arbeitete er zweieinhalb Jahre als Wissenschaftler bei der Bundesanstalt für Geowissenschaften und Rohstoffe und wechselte dann in die EDV-Branche.
2007 wurde bei ihm Autismus in Form eines ausgeprägten Asperger-Syndroms diagnostiziert. Seit einem Vortrag bei der Bundestagung von „Autismus Deutschland“ 2008 ist er mit eigenen Vorträgen und in den Medien präsent, z. B. in der Talkshow Kölner Treff. Indem Schmidt seine Wahrnehmungen als Autist darstellt, macht er das autistische Erleben verständlich. Ein Beispiel ist die Geschichte mit dem Betonfußball, in der er die emotionale Wahrnehmung und Kommunikation autistischer Menschen als Schwarz-Weiß-Sicht auf eine farbige Welt beschreibt. Schmidt wurde der erste bekennende Autist in einem deutschen Großkonzern. 2012 erschien sein erstes autobiografisches Werk Ein Kaktus zum Valentinstag. Das Buch erreichte Platz 19 auf der Spiegel-Bestsellerliste. 2013 erschien der zweite Band Der Junge vom Saturn über seine Kindheit und Schulzeit, 2014 der dritte Band Kein Anschluss unter diesem Kollegen, in dem der Autor seine Wahrnehmung der Arbeitswelt erzählt.
2020 veröffentlichte er unter dem Titel Aus dem Rahmen gefallen – Praktische Autismuskunde von einem, der es wissen muss ein Sachbuch über Autismus. Darin arbeitet er u. a. grundsätzliche Merkmale autistenfreundlicher Schulen und Arbeitsplätze heraus. Im gleichen Jahr erschien unter dem Titel Wie ich als Autist die Schulzeit (üb)erlebt habe die Nr. 6 der Schriftenreihe „Eine für alle – die inklusive Schule für die Demokratie“. Außerdem schreibt Schmidt seit 2009 für das MinD-Magazin, herausgegeben von Mensa in Deutschland, über bizarre und skurrile Naturphänomene.
Peter Schmidt ist verheiratet. Er hat einen Sohn und eine Tochter.

## Schriften
- Ein Kaktus zum Valentinstag – Ein Autist und die Liebe. Patmos, 2012, ISBN 978-3-8436-0211-2.
- Der Junge vom Saturn – Wie ein autistisches Kind die Welt sieht. Patmos, 2013, ISBN 978-3-8436-0390-4.
- Kein Anschluss unter diesem Kollegen – Ein Autist im Job. Patmos, 2014, ISBN 978-3-8436-0517-5.
- Der Straßensammler – Die unglaublichen Erlebnisse eines autistischen Weltreisenden. Patmos, 2016, ISBN 978-3-8436-0832-9.
- Aus dem Rahmen gefallen – Praktische Autismuskunde von einem, der es wissen muss. Patmos, 2020, ISBN 978-3-8436-1175-6.
- Was eine autistenfreundliche Schule braucht. In: Hartmut Sautter u. a. (Hrsg.): Kinder und Jugendliche mit ASS – Neue Wege durch die Schule. Kohlhammer, 2012, ISBN 978-3-17-021808-6.
- Bedürfnis nach Beständigkeit, Routine und Ordnung. In: Georg Theunissen (Hrsg.): Autismus verstehen – Außen- und Innensichten. Kohlhammer, 2016, ISBN 978-3-17-030786-5.
- Wie ich als Autist die Schulzeit (üb)erlebt habe. erschienen als Nr. 6 der Schriftenreihe Eine für alle – die inklusive Schule für die Demokratie., GEW et al., 2020, ISSN 2566-8099.
- Klassifizierung der Hot Spots und die Dichtestruktur des Hawaiianischen Mantel-Plume-Hot-Spots. Dissertation. Christian-Albrechts-Universität, Kiel 1994.
- Seit 2009 schreibt er für das zweimonatlich erscheinende MinD-Magazin, herausgegeben von Mensa in Deutschland, die Artikelserie über Naturphänomene, ISSN 1866-9867.